# Miss Universo 2018
     Miss Universo 2018
     2ª classificata
     3ª classificata
     Top 5
     Top 10
     Top 20
     21ª-94ª classificata

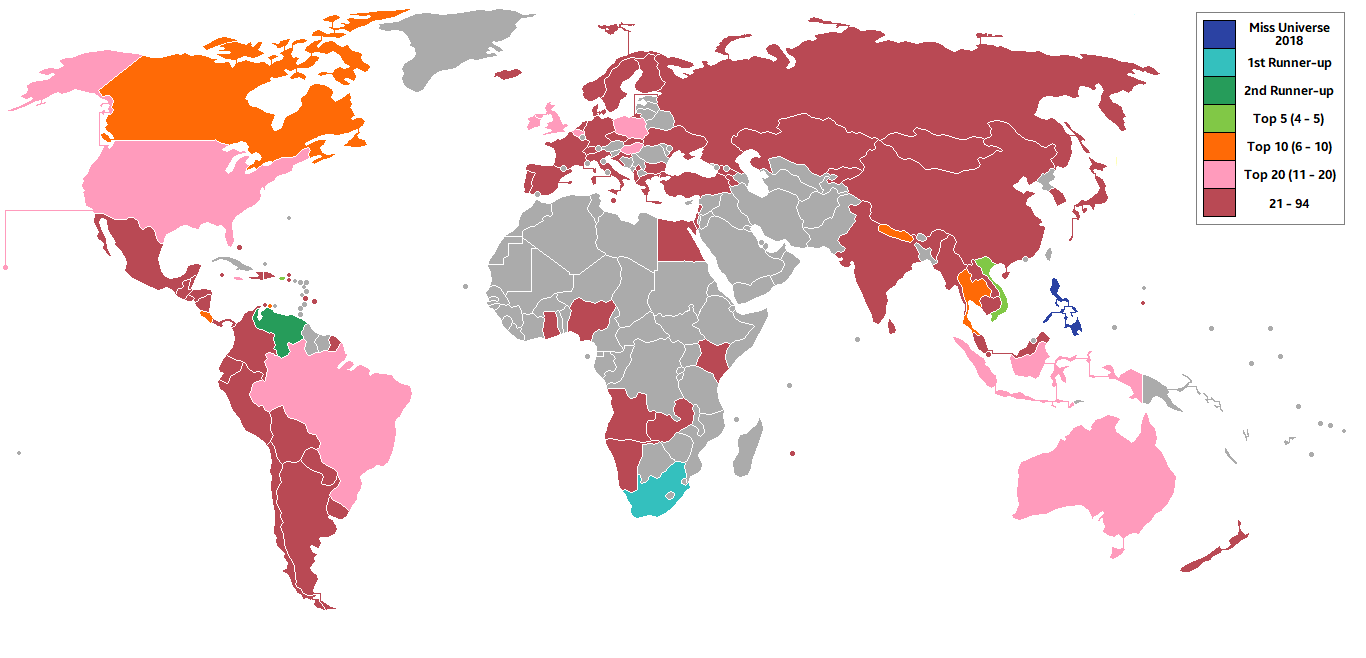
I piazzamenti finali di Miss Universo 2018:
Miss Universo 2018
2ª classificata
3ª classificata
Top 5
Top 10
Top 20
21ª-94ª classificata

Miss Universo 2018 è stata la sessantasettesima edizione del concorso di bellezza Miss Universo.
L'evento si è tenuto il 17 dicembre a Bangkok capitale della Thailandia per la terza volta (dopo le edizioni del 1992 e del 2005).
Con il debutto degli stati asiatici, Kirghizistan e Mongolia insieme con l'euroasiatica Armenia, e il ritorno di ben sette nazioni che avevano partecipato in precedenza, si prevede un numero di partecipanti da record: 94; il maggior numero di Miss ma visto in altre edizioni e che batte di fatto il record dell'edizione 2017 con 92 presenze.
Demi-Leigh Nel-Peters, Miss Universo uscente, proveniente dal Sudafrica, ha incoronato la nuova Miss Universo, Catriona Gray, proveniente dalle Filippine.
È stata la prima edizione nella quale ha partecipato una concorrente transgender, Angela Ponce dalla Spagna.

## Formula
Le Miss partecipanti sono state suddivise in tre gruppi distinti basati sulla geografia, come nel 2017:
- Africa e Asia pacifica (comprendente l'Asia in generale e l'Oceania)
- Europa
- Americhe

In questo modo il concorso è stato reso più omogeneo: ogni paese ha la stessa probabilità di essere scelto come parte della TOP 20; a rappresentare ogni gruppo sono cinque ragazze, scelte in base ai voti della giuria e del tele-voto. Chiamate le cinque Miss per ogni quintetto (per un totale di quindici) in seguito ne vengono scelte altre cinque tra tutti i paesi rimanenti (al di fuori della logica di divisione in gruppi) che comporranno dunque un ulteriore gruppo (Wild cards) per arrivare a venti.

## Risultati
| #  | Nazione     | Gruppo                 |
| -- | ----------- | ---------------------- |
| 1  | Sudafrica   | Africa e Asia pacifica |
| 2  | Filippine   | Africa e Asia pacifica |
| 3  | Nepal       | Africa e Asia pacifica |
| 4  | Vietnam     | Africa e Asia pacifica |
| 5  | Thailandia  | Africa e Asia pacifica |
| 6  | Polonia     | Europa                 |
| 7  | Belgio      | Europa                 |
| 8  | Regno Unito | Europa                 |
| 9  | Ungheria    | Europa                 |
| 10 | Irlanda     | Europa                 |
| 11 | Curaçao     | Americhe               |
| 12 | Costa Rica  | Americhe               |
| 13 | Canada      | Americhe               |
| 14 | Porto Rico  | Americhe               |
| 15 | Giamaica    | Americhe               |
| 16 | Stati Uniti | Wild cards spots       |
| 17 | Venezuela   | Wild cards spots       |
| 18 | Indonesia   | Wild cards spots       |
| 19 | Brasile     | Wild cards spots       |
| 20 | Australia   | Wild cards spots       |

| Risultato finale   | Risultato finale |
| Classifica         | Concorrente |
| ------------------ | --- |
| Miss Universo 2018 | - Filippine – Catriona Gray |
| 2ª classificata    | - Sudafrica – Tamaryn Green |
| 3ª classificata    | - Venezuela – Sthefany Gutiérrez |
| Top 5              | - Porto Rico – Kiara Ortega - Vietnam – H'Hen Niê |
| Top 10             | - Canada – Marta Magdalena Stepien - Costa Rica – Natalia Carvajal - Curaçao – Akisha Albert - Nepal – Manita Devkota - Thailandia – Sophida Kanchanarin |
| Top 20             | - Australia – Francesca Hung - Belgio – Zoé Brunet - Brasile – Mayra Dias - Giamaica – Emily Maddison - Indonesia – Sonia Fergina Citra - Irlanda – Grainne Gallanagh - Polonia – Magdalena Swat - Regno Unito – Dee-Ann Kentish-Rogers - Stati Uniti – Sarah Rose Summers - Ungheria – Enikő Kecskès |

### Premi speciali
| Premio                | Concorrente                  |
| --------------------- | ---------------------------- |
| Best National Costume | - Laos – On-anong Homsombath |

## Giudici

### Fase preliminare e finale
Per la prima volta nella storia del prestigioso concorso, la giuria è stata composta da sole donne:
- Porntip Bui Simon – Miss Universo 1988
- Monique Lhuillier – fashion designer e direttrice di un magazine
- Iman Oubou – modella e Miss New York 2015
- Janaye Ingram – organizzatrice politica e cofondatrice della marcia delle donne
- Lili Gil Valletta – cofondatrice di Culturintel e consulente marketing
- Richelle Louise Singson-Michael – architetto nel campo dell'aviazione
- Michelle Mclean – Miss Universo 1992

## Concorrenti
| Nazione/Territorio        | Concorrente                  | Età | Città               |
| ------------------------- | ---------------------------- | --- | ------------------- |
| Albania                   | Trejsi Sejdini               | 18  | Elbasan             |
| Angola                    | Ana Liliana Avião            | 24  | Luanda              |
| Argentina                 | Agustina Pivowarchuk         | 22  | Buenos Aires        |
| Armenia                   | Eliza Muradyan               | 25  | Yerevan             |
| Aruba                     | Kimberly Julsing             | 20  | Daimari             |
| Australia                 | Francesca Hung               | 24  | Sydney              |
| Bahamas                   | Danielle Grant               | 23  | Nassau              |
| Barbados                  | Meghan Theobalds             | 26  | Bridgetown          |
| Belgio                    | Zoé Brunet                   | 18  | Jemeppe-sur-Sambre  |
| Belize                    | Jenelli Fraser               | 27  | Belize City         |
| Birmania                  | Hnin Thway Yu Aung           | 22  | Tachileik           |
| Bolivia                   | Joyce Prado                  | 21  | Santa Cruz          |
| Brasile                   | Mayra Dias                   | 27  | Itacoatiara         |
| Bulgaria                  | Gabriela Topalova            | 22  | Stambolijski        |
| Cambogia                  | Rern Sinat                   | 23  | Kampong Cham        |
| Canada                    | Marta Stepien                | 24  | Windsor             |
| Cile                      | Andrea Diaz                  | 26  | Santiago            |
| Cina                      | Meisu Qin                    | 25  | Shanghai            |
| Colombia                  | Valeria Morales              | 20  | Calì                |
| Corea del Sud             | Baek Ji-hyun                 | 25  | Taegu               |
| Costa Rica                | Natalia Carvajal             | 27  | Escazú              |
| Croazia                   | Mia Pojatina                 | 23  | Nova Gradiška       |
| Curaçao                   | Akisha Albert                | 23  | Willemstad          |
| Danimarca                 | Helena Heuser                | 22  | Copenaghen          |
| Ecuador                   | Virginia Limongi             | 24  | Portoviejo          |
| Egitto                    | Nariman Khaled               | 22  | Hurghada            |
| El Salvador               | Marisela Demontecristo       | 27  | Olocuilta           |
| Filippine                 | Catriona Gray                | 24  | Oas                 |
| Finlandia                 | Alina Voronkova              | 23  | Lahti               |
| Francia                   | Eva Colas                    | 21  | Bastia              |
| Georgia                   | Lara Yan                     | 25  | Telavi              |
| Germania                  | Celine Willers               | 25  | Stoccarda           |
| Ghana                     | Akpene Diata Hoggar          | 24  | Sunyani             |
| Giamaica                  | Emily Maddison               | 19  | Kingston            |
| Giappone                  | Yuumi Kato                   | 22  | Nagoya              |
| Gran Bretagna             | Dee-Ann Kentish-Rogers       | 25  | Birmingham          |
| Grecia                    | Ioanna Bella                 | 22  | Rodi                |
| Guam                      | Athena McNinch               | 20  | Mangilao            |
| Guatemala                 | Mariana García               | 19  | Città del Guatemala |
| Haiti                     | Samantha Colas               | 25  | Port-au-Prince      |
| Honduras                  | Vanessa Villars              | 20  | Tegucigalpa         |
| India                     | Nehal Chudasama              | 21  | Mumbai              |
| Indonesia                 | Sonia Fergina Citra          | 25  | Tanjung Pandan      |
| Irlanda                   | Grainne Gallanagh            | 24  | Donegal             |
| Islanda                   | Katrín Lea Elenudóttir       | 19  | Reykjavik           |
| Isole Cayman              | Caitlin Tyson                | 24  | Grand Cayman        |
| Isole Vergini Americane   | Anisca Tonge                 | 26  | Charlotte Amalie    |
| Isole Vergini Britanniche | A’yana Keshelle Phillips     | 23  | Tortola             |
| Israele                   | Nicole Reznikov              | 19  | Afula               |
| Italia                    | Erica De Matteis             | 24  | Roma                |
| Kazakistan                | Sabina Azimbayeva            | 18  | Almaty              |
| Kenya                     | Wabaiya Kariuki              | 20  | Nairobi             |
| Kosovo                    | Zana Berisha                 | 23  | Ferizaj             |
| Kirghizistan              | Begimay Karybekova           | 21  | Naryn               |
| Laos                      | On-anong Homsombath          | 23  | Vientiane           |
| Libano                    | Maya Reaidy                  | 22  | Tannourine          |
| Malaysia                  | Jane Teoh                    | 21  | Bayan Lepas         |
| Malta                     | Francesca Mifsud             | 22  | Żejtun              |
| Mauritius                 | Varsha Ragoobarsing          | 26  | Savanne             |
| Messico                   | Andrea Toscano               | 20  | Manzanillo          |
| Mongolia                  | Dolgion Delgerjav            | 27  | Ulan Bator          |
| Namibia                   | Selma Kamanya                | 21  | Windhoek            |
| Nepal                     | Manita Nevkota               | 23  | Gorkha              |
| Nicaragua                 | Adriana Paniagua             | 23  | Chinandega          |
| Nigeria                   | Aramide Lopez                | 20  | Lagos               |
| Norvegia                  | Susanne Guttorm              | 21  | Karasjok            |
| Nuova Zelanda             | Estelle Curd                 | 26  | Auckland            |
| Paesi Bassi               | Rahima Ayla Dirkse           | 24  | Rotterdam           |
| Panama                    | Rosa Montezuma               | 21  | Alto Caballero      |
| Paraguay                  | Belen Alderete               | 24  | Caacupé             |
| Perù                      | Romina Rozano                | 22  | Callao              |
| Polonia                   | Magdalena Swat               | 27  | Varsavia            |
| Porto Rico                | Kiara Ortega                 | 25  | Rincón              |
| Portogallo                | Filipa Barroso               | 20  | Setúbal             |
| Rep. Ceca                 | Lea Šteflíčková              | 20  | Ústí nad Labem      |
| Rep. Dominicana           | Aldy Bernard                 | 23  | Laguna Salada       |
| Russia                    | Yulia Polyachikhina          | 18  | Cheboksary          |
| Saint Lucia               | Angella Dalsou               | 24  | Castries            |
| Singapore                 | Zahra Khanum                 | 23  | Singapore           |
| Slovacchia                | Barbora Hanová               | 24  | Lučenec             |
| Spagna                    | Angela Ponce                 | 27  | Siviglia            |
| Sri Lanka                 | Ornella Mariam Gunesekere    | 25  | Colombo             |
| Stati Uniti               | Sarah Rose Summers           | 24  | Omaha               |
| Sudafrica                 | Tamaryn Green                | 24  | Paarl               |
| Svezia                    | Emma Strandberg              | 22  | Hallstahammar       |
| Svizzera                  | Jastina Doreen Riederer      | 20  | Aarau               |
| Thailandia                | Sophida Kanchanarin          | 23  | Bangkok             |
| Turchia                   | Tara Madelein de Vries       | 19  | Istanbul            |
| Ucraina                   | Karyna Zhosan                | 23  | Odessa              |
| Ungheria                  | Enikő Kecskès                | 21  | Budapest            |
| Uruguay                   | Sofia Marrero                | 18  | Montevideo          |
| Venezuela                 | Sthefany Gutiérrez Gutiérrez | 19  | Barcelona           |
| Vietnam                   | H'Hen Niê                    | 26  | Đắk Lắk             |
| Zambia                    | Melba Shakabozha             | 23  | Livingstone         |

### Debutti
- Armenia
- Kirghizistan
- Mongolia

### Ritorni
Ultima partecipazione nel 2015:
- Grecia

Ultima partecipazione nel 2016:
- Belize
- Danimarca
- Kenya
- Kosovo
- Svizzera
- Ungheria

### Ritiri
- Austria: Nessun concorso previsto.
- Etiopia: Nessun concorso previsto.
- Guyana: A seguito delle minacce di morte contro la rappresentante dello stato lo scorso anno, al paese non è stata permessa la partecipazione da parte della Miss Universe Organization stessa.[5]
- Iraq: Non ha dimostrato interesse per indire un concorso.
- Romania: Non ha dimostrato interesse per indire un concorso.
- Slovenia: A seguito di problemi interni al paese, Miss Universo Slovenia 2018 è stato cancellato.
- Tanzania: Nessun concorso previsto.
- Trinidad e Tobago: Dopo un annuncio pubblico, è stato reso noto che Matricia Alleyne non fu mai stata scelta come rappresentante della nazione; l'organizzazione di un concorso vero è proprio non è mai avvenuta, tutte le notizie trovate su internet al riguardo sono state dichiarate false. Pertanto la nazione ha chiarito, scusandosi con i numerosi fans, che non avrebbe partecipato all'edizione 2018 di Miss Universo.[6]